# Шульгинов, Николай Григорьевич
Николай Григорьевич Шульгино́в (род. 18 мая 1951, Саблинское, Ставропольский край, РСФСР, СССР) — российский государственный деятель, депутат Госдумы от Хакасии. Был министром энергетики Российской Федерации с 10 ноября 2020 по 7 мая 2024 года (и. о. 7—14 мая 2024) и Председателем Правления ПАО «РусГидро» с 15 сентября 2015 по 10 ноября 2020.
Кандидат технических наук (2007, диссертация «Оперативная оценка надежности электроэнергетических систем операционных зон системного оператора»), является членом Попечительского совета Национального исследовательского университета «МЭИ».
Из-за вторжения России на Украину, за грубое нарушение международного мира и безопасности, под санкциями США, Канады, Великобритании и других стран.

## Биография
Родился 18 мая 1951 года в селе Саблинское Ставропольского края.
В 1973 году окончил Новочеркасский политехнический институт (Ростовская область) по специальности «Электроснабжение промышленных предприятий и городов».
С 1973 года по 1975 год проходил срочную службу в армии, с 1975 — работал инженером в Пятигорском отделении «Сельэнергопроект».
С 1976 по 1998 год работал в «Ставропольэнерго» (город Пятигорск) на должностях от инженера до начальника Центральной диспетчерской службы.
С 1998 года работал заместителем директора в филиале РАО «ЕЭС России» — Объединённом диспетчерском управлении Северного Кавказа (Пятигорск).
В 2002 году был приглашён в Москву на должность члена правления, директора по техническому аудиту ОАО «Системный оператор — Центральное диспетчерское управление ЕЭС».
В 2004 году стал заместителем председателя, а в 2009 году — первым заместителем председателя правления «Системного оператора».
15 сентября 2015 года решением Совета директоров ПАО «РусГидро» избран на пятилетний срок Председателем Правления — Генеральным директором «РусГидро», сменив на этом посту Евгения Дода. Комментируя свое назначение, Николай Шульгинов назвал своей главной задачей в «РусГидро» «наведение порядка по всем направлениям деятельности компании».
Член совета директоров ПАО «Россети» (избран 30 июня 2016).
9 ноября 2020 года стал кандидатом на пост министра энергетики Российской Федерации. 10 ноября 2020 года назначен министром энергетики Российской Федерации. Вышел из состава правительства после его обновления в мае 2024 года.
Выдвинут кандидатом на довыборах в Госдуму по Хакасскому округу. Выиграл избирательную кампанию с результатом 55,31% голосов от числа пришедших на участки жителей республики.
17 сентября 2024 года Госдума приняла постановление о назначении Шульгинова на пост руководителя думского комитета по энергетике.

## Награды
- Орден «За заслуги перед Отечеством» III степени (2024)[10]
- Медаль Столыпина П. А. II степени (17 мая 2021) — за заслуги в области энергетики и многолетнюю добросовестную работу
- Медаль ордена «За заслуги перед Отечеством» II степени
- Орден Почёта
- Заслуженный энергетик СНГ
- Почётный работник топливно-энергетического комплекса
- Ветеран энергетики
- Почётный энергетик
- Заслуженный работник ЕЭС России
- Медаль «10 лет Евразийскому экономическому союзу» (26 декабря 2024 года, Высший Евразийский экономический совет)[11]